# Монументаль (стадіон, Буенос-Айрес)
Стадіон Монументаль імені Антоніо Веспучіо Ліберті (ісп. Estadio Monumental Antonio Vespucio Liberti), або просто Монументаль — стадіон в місті Буенос-Айрес, Аргентина.  Стадіон є домашньою ареною клубу Рівер Плейт і названий на честь колишнього президента клубу Антоніо Веспучіо Ліберті. Монументаль є одним із національних стадіонів Аргентини і місцем проведення більшості матчів збірної Аргентини з футболу.

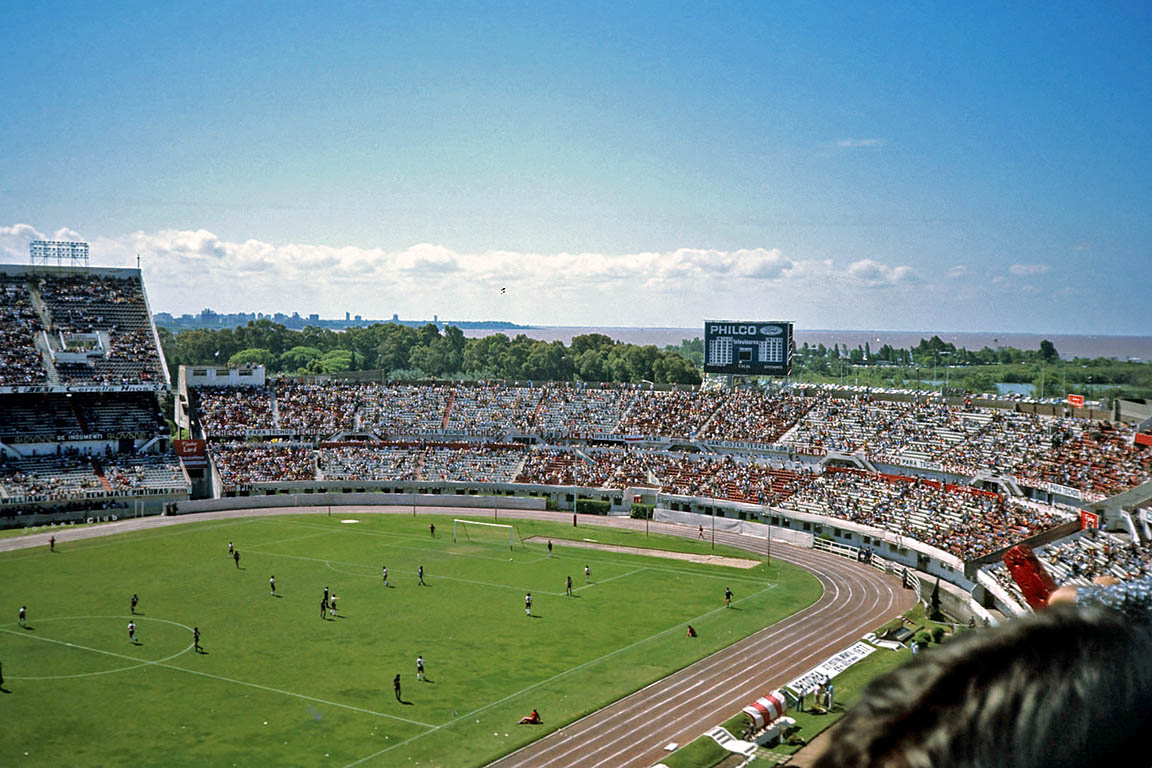
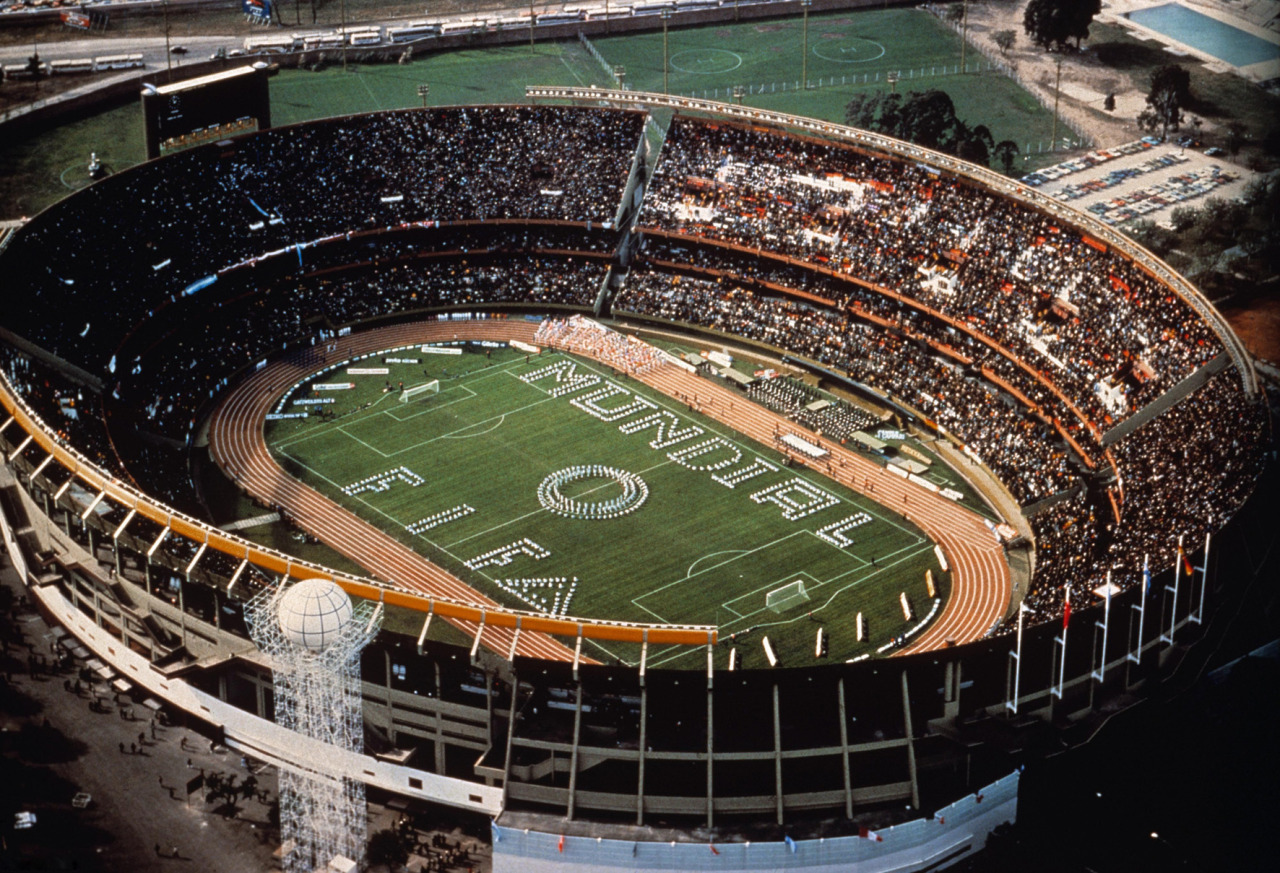
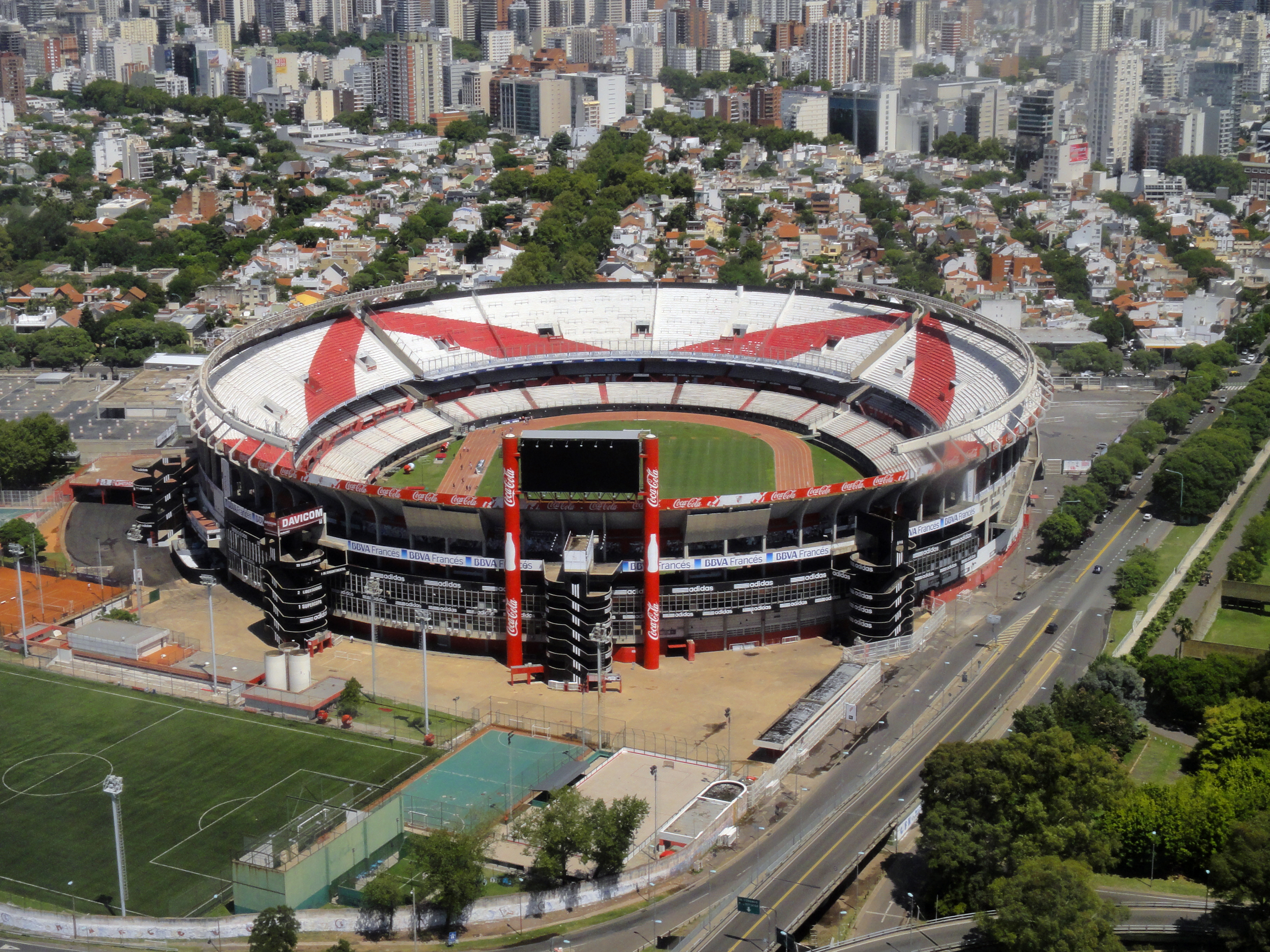
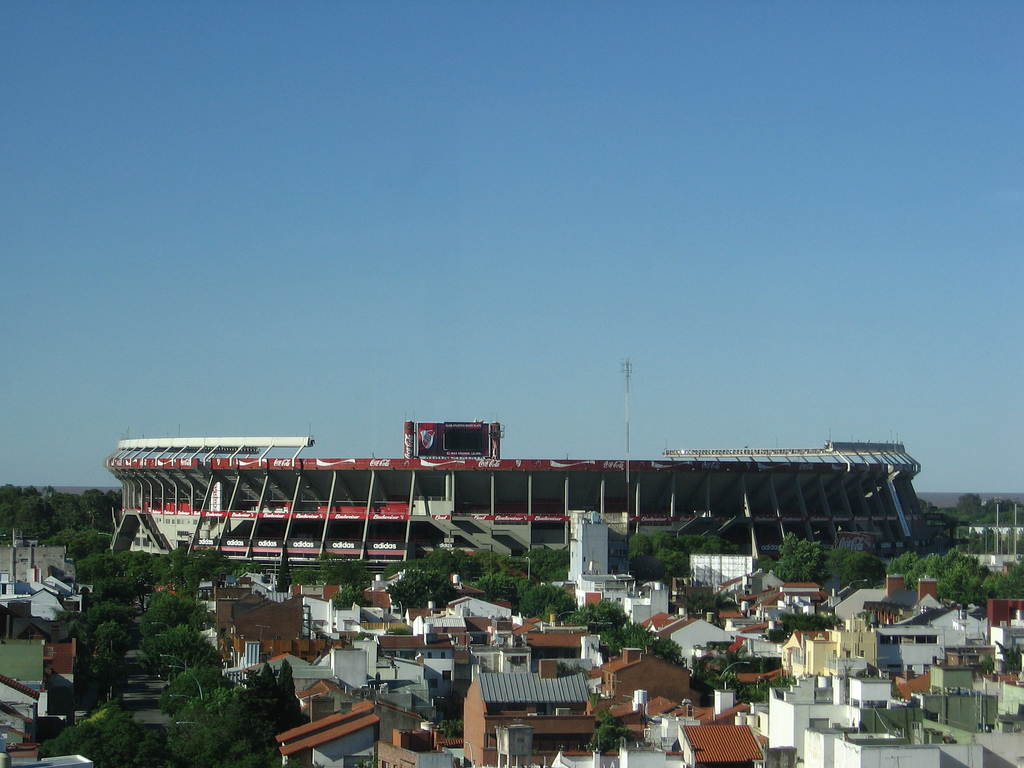

## Історія
Перший матч на стадіоні був проведений 25 травня, 1938 між командами Рівер Плейт та Пеньяроль з Уругваю. Матч закінчився перемогою Рівер Плейт із рахунком 3:1.
Стадіон декілька разів перебудовувався, найбільші зміни були зумовлені проведенням матчів Чемпіонату світу 1978 коли були добудовані трибуни з однієї сторони.

## Події на стадіоні

### Чемпіонат світу 1978
На стадіоні відбулась церемонія відкриття чемпіонату та фінальний матч.
| Дата      | Раунд       | Група | Команда 1  | Рахунок. | Команда 2  |
| --------- | ----------- | ----- | ---------- | -------- | ---------- |
| 1 червня  | 1           | 2     | ФРН        | 0:0      | Польща     |
| 2 червня  | 1           | 1     | Аргентина  | 2:1      | Угорщина   |
| 6 червня  | 1           | 1     | Аргентина  | 2:1      | Франція    |
| 10 червня | 1           | 1     | Італія     | 1:0      | Аргентина  |
| 14 червня | 2           | A     | ФРН        | 0:0      | Італія     |
| 18 червня | 2           | A     | Італія     | 1:0      | Австрія    |
| 21 червня | 2           | A     | Нідерланди | 2:1      | Італія     |
| 24 червня | Третє місце |       | Бразилія   | 2:1      | Італія     |
| 25 червня | Фінал       |       | Аргентина  | 3:1 (о)  | Нідерланди |

### Музичні події
На стадіоні проходили концерти багатьох світових зірок, зокрема Iron Maiden, Bon Jovi, The Ramones, The Rolling Stones, Мадонна, Луїс Міґель, Роббі Вільямс, Девід Боуї, Пол Маккартні, U2, Guns N' Roses, Майкл Джексон, Род Стюарт, Ерік Клептон, Red Hot Chili Peppers, Slayer, Шакіра, Aerosmith, The Police, Evanescence, Keane, Metallica, Kiss, Тіна Тернер, Franz Ferdinand, Пітер Ґебріел, Backstreet Boys, Брюс Спрінгстін, Ozzy Osbourne, Bob Dylan, AC/DC, Korn, Oasis, Black Sabbath.
Концерт Мадонни в рамках турне Sticky & Sweet Tour у грудні 2008 року зібрав понад 260 000 глядачів і був встановлений рекорд по швидкості продажу квитків: всі 263 000 квитків було продано за 3  години. 
Майкл Джексон дав тут 3 концерти (8, 10 та 12 жовтня 1993) під час Dangerous World Tour.

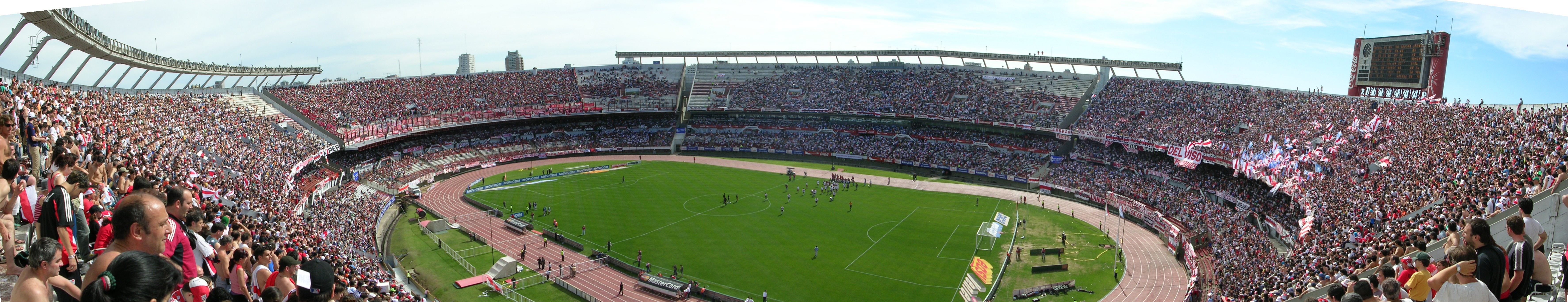
Панорама стадіону. Матч Рівер Плейту з Індепендьєнсе, 2004.